# Zorán-koncert – Budapest Sportaréna 2003 (album)
A Zorán-koncert – Budapest Sportaréna 2003 Zorán koncertalbuma. 2003-ban jelent meg, az énekes 2003. április 25-ei koncertjén rögzítették a Budapest Sportarénában. A koncertet DVD-n is kiadták azonos címmel.

## Számlista
1. Nyitány
2. Nekem nem elég
3. Apám hitte
4. Volt egy tánc
5. Úgy volt
6. Kell ott fenn egy ország
7. De nincs béke (Sed non est pax)
8. Mondd, hogy mindig így lesz majd
9. Szláv népdal
10. Kabát dal
11. Mi kéne még?
12. Valaki mondja meg
13. Boldog idő

## Közreműködők
- Magyar Rádiózenekar (vezényel Vásáry Tamás főzeneigazgató, közreműködik Presser Gábor)
- Készült a Vásáry Tamás vezető karnagy és főzeneigazgató által vezényelt Magyar Rádiózenekar, valamint Presser Gábor közreműködésével
- A dalokat szimfonikus zenekarra hangszerelte: Presser Gábor, Malek Miklós, Wolf Péter, Holló Aurél

## A zenekar
- Horváth Kornél: ütőhangszerek
- Sipeki Zoltán: gitárok
- Lattmann Béla: basszusgitár
- Orosz Zoltán: harmonika
- Kovács Péter: billentyűs hangszerek
- Gyenge Lajos: dobok
- Nádasi Veronika: vokál
- Óvári Éva: vokál
- Kabelács Rita: vokál
- Monori Gabi: vokál